# 2007年热带风暴艾琳
热带风暴艾琳（英語：Tropical Storm Erin）是2007年大西洋飓风季期间登陆美国时规模第二大的热带气旋，也是本季第5场获得命名的风暴。系统于8月14日由墨西哥湾内持续存在的对流区发展形成，于次日达到热带风暴标准，再于8月16日从德克萨斯州阿兰瑟斯县拉马尔附近登陆。从陆地上空穿过德克萨斯州后，艾琳进入俄克拉何马州。受棕色海洋效应影响，气旋登陆后仍然有所强化。
风暴导致至少16人丧生，其中德克萨斯州9人，俄克拉何马州6人，密苏里州1人。德克萨斯州此前就已爆发严重洪灾，艾琳的来袭更是雪上加霜，全州经济损失超过4500万美元（2007年美元）。密苏里州的损失数额也在200万美元以上。密苏里州局部地区降雨量创下新纪录，损失总额近2000万美元。

## 气象历史
8月1日，牙买加以南海域发展出对流区并同低压槽关联起来。系统向西北偏西方向前进，到8月10日已发展出大规模的下层低压槽并带有少量降雨活动。8月11日，对流有所增长。次日，系统内的上层低气压同东风波相互影响，产生组织混乱但规模庞大的雷暴，从西加勒比海一直延伸到巴哈马中部。上层风环境逐渐变得有利于系统发展，金塔纳罗奥州坎昆的东北偏北方向约145公里海域在8月13日发展出广阔的低气压区。8月14日晚，飞入系统的飓风猎人侦察机发现小规模环流中心，但其结构还不足以促使气象机构开始发布热带气旋公告。接下来，环流中心继续组织，其附近也有深层对流持续存在，美国国家飓风中心于协调世界时8月15日凌晨3点将位于德克萨斯州布朗斯维尔东南方向约685公里洋面的系统归类为本季第五号热带低气压。
成为热带气旋后，系统当天凌晨的组织结构依然杂乱无章，环流中心难以定位。受北侧位于美国南部上空的中到上层高压脊影响，气旋向西北偏西方向移动，进入有利于自身进一步增强的海域。墨西哥湾中部上空发展出上层反气旋，热带低气压行经洋面水温也比较高。云层格局趋于明朗，保有大规模对流带和弧形雨带，还有着良好的外流。根据飓风猎人侦察机的报告，美国国家飓风中心于8月15日下午15点30分把位于布朗斯维尔以东约400公里海域的热带低气压升级成热带风暴，并以“艾琳”（Erin）为其命名。气旋继续向西北移动，总体结构依旧混乱，强度一直在热带风暴下限徘徊。8月16日中午12点，已减弱成热带低气压的艾琳从德克萨斯州阿兰瑟斯县拉马尔（Lamar）附近登陆。约3小时后，美国国家飓风中心停止针对气旋发布公告，预警责任移交美国国家气象局下属的水文气象预报中心。

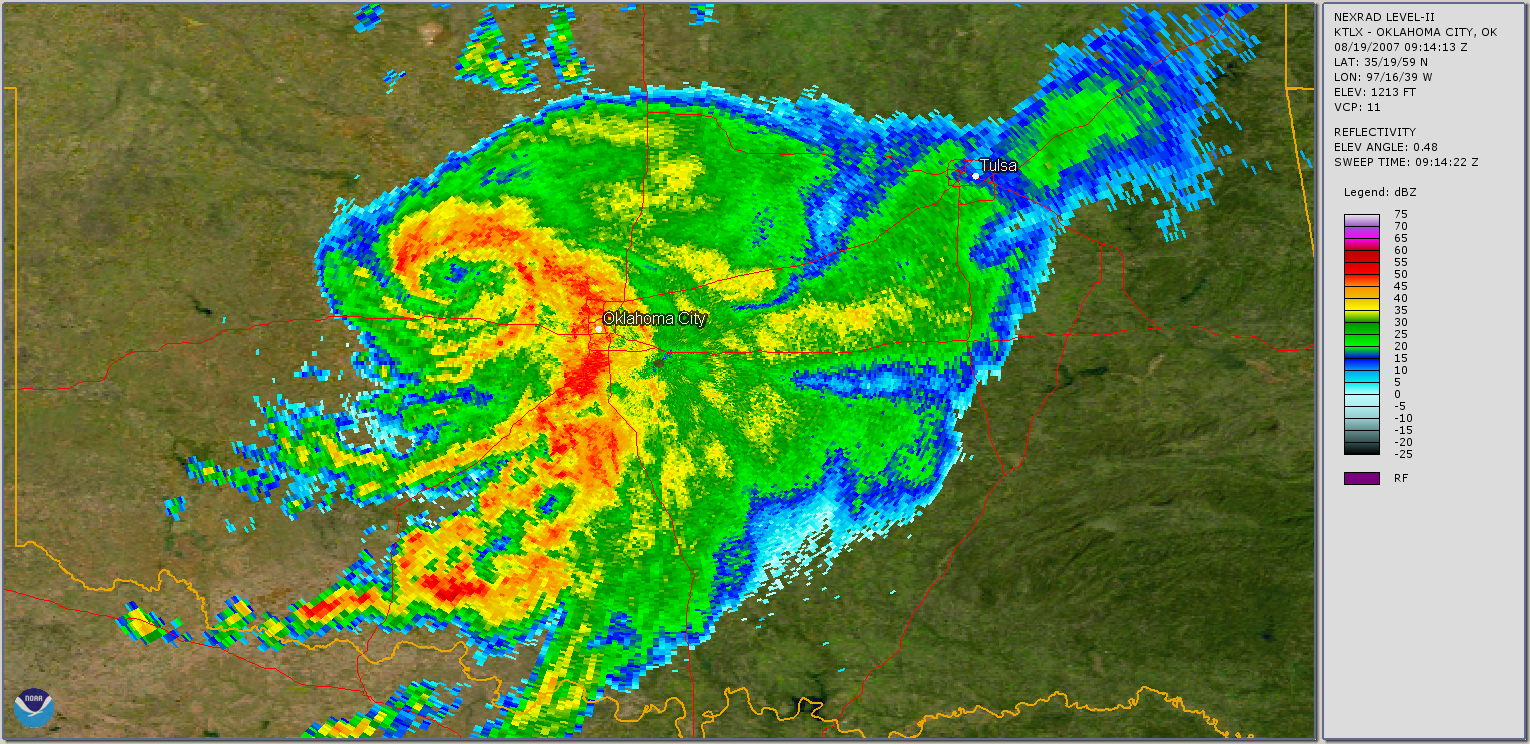
艾琳的残留行进至俄克拉何马州上空，外观类似眼状特征结构。

系统在德克萨斯州上空向西北方向飘移，中心附近一直有对流区存在，广阔而分散的雨带产生中到大雨。到8月17日时，气旋风速已降至每小时30公里，阵风时速还要再高一些。8月18日，热带低气压转向东北偏北，强烈的雷暴带继续围绕中心旋转。8月19日清晨，风暴残留在进入俄克拉何马州后突然重新增强，在俄克拉何马市以西不远处达到风力时速100公里的最高强度。美国国家气象局驻诺曼办事处对此表示，这次增强过程使得艾琳在一定程度上成为内陆热带风暴。上午9点30分，气旋呈现出眼状特征和螺旋状雨带，产生的阵风时速超过130公里。但过了几个小时，艾琳再度开始减弱，到8月19日晚，系统强度已有大幅回落，其环流也在俄克拉何马州东北部上空消散。虽然系统此时仍表现出热带天气系统特征，但美国国家飓风中心认为正位于俄克拉何马州上空的艾琳已不属热带气旋，而是低气压区。低气压区继续飘移进入堪萨斯州东南部，而后逐渐消散，向北面从美国中西部一直延伸到中大西洋地区的大范围锋面天气系统提供更多的水分。残留中层环流接下来还向东移动，先后经过密苏里州、肯塔基州和弗吉尼亚州，最终在进入大西洋后失去踪影。

## 防灾措施
第五号热带低气压形成后，美国国家飓风中心立即向德克萨斯州布拉佐里亚县弗里波特（Freeport）到美墨边界之间地区发布热带风暴观察预警；墨西哥政府也在几乎同一时间向美墨边界到南面的圣费尔南多河（Rio San Fernando）之间区域发布热带风暴观察预警。气旋升级成热带风暴后不久，德克萨斯州境内的热带风暴观察预警升级成热带风暴警告。8月15日晚，警告生效范围延伸到加尔维斯顿岛西南尽头的圣路易斯水道（San Luis Pass），墨西哥境内的热带风暴观察预警相应中止。艾琳登陆后，之前发布的警告全部中止，德克萨斯州东南部的县普遍收到洪灾预警或警告。系统进入俄克拉何马州上空后，该州多个县接获洪灾或山洪警告。
德克萨斯州州长里克·佩里下令国民警卫队和应急人员赶赴可能受到风暴影响的地区。努埃塞斯河（Nueces River）盆地此前发生大规模洪灾，于2007年8月7日经宣告成为灾区，到8月15日时洪水仍未退去。预计此次艾琳来袭会令局势雪上加霜。8月15日，出于对风暴扰乱德克萨斯州海岸石油生产和原油储量较少的担忧，石油期货价格上涨至74.01美元。面对气旋威胁，壳牌石油将墨西哥湾西北部石油平台上的188名工作人员转移。

## 影响

### 德克萨斯州

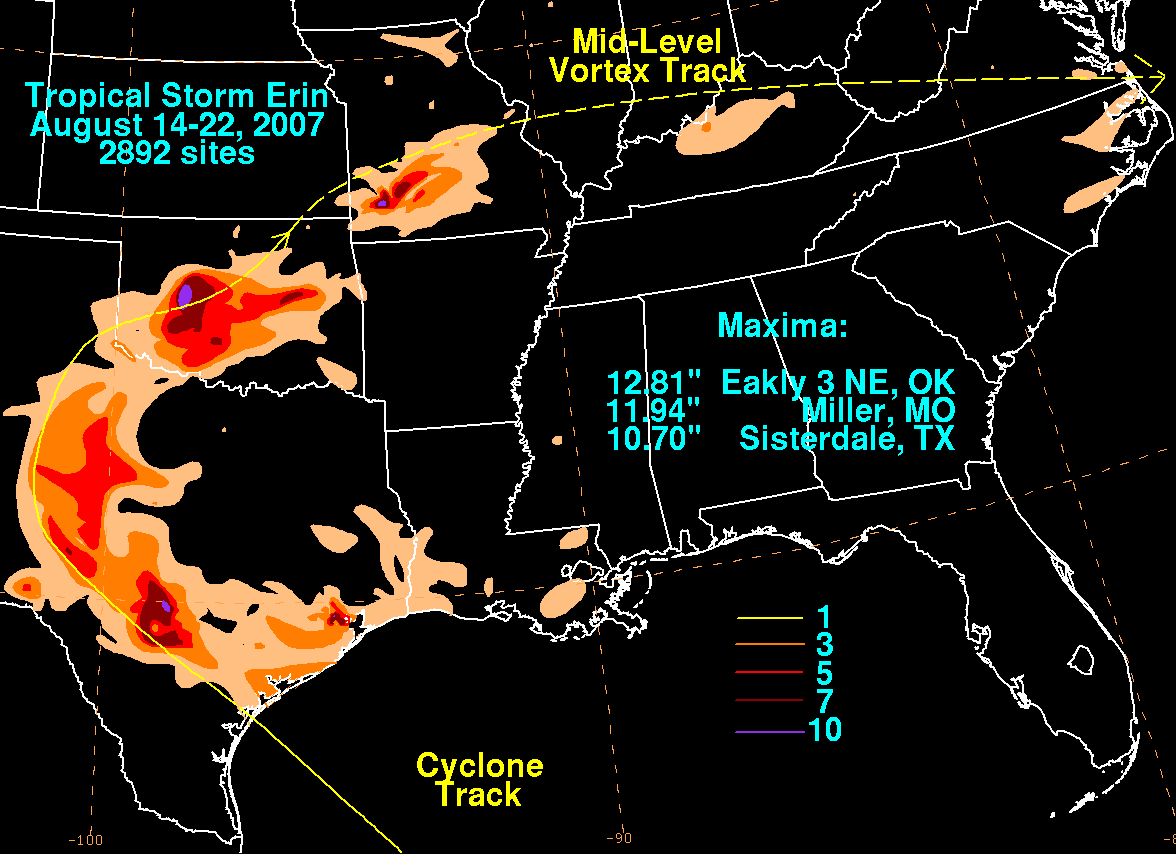
艾琳的降水分布

8月15日中午，德克萨斯州沿海地区已开始受到阵风和雨带的影响。风暴登岸后在其沿途附近及东北方向产生暴雨，洛克伍德（Lockwood）的气象站测得280毫米雨量。休斯敦区域多个河口达到或超过洪水水位。气旋在德克萨斯州东南部多地产生漏斗云，还在乔治·布什洲际机场附近催生出改良藤田级数为0的龙卷风。艾琳在该州各地产生的阵风普遍较弱，正式纪录的最高数值为马塔哥达县帕拉西奥斯（Palacios）所测的每小时55公里，另外还有非正式纪录显示加尔维斯顿县的牙买加海滩（Jamaica Beach）测得63公里阵风时速。风暴登陆期间产生轻度风暴潮，并以普莱舒尔码头所测数值最高，约为0.98米，引起轻度海滩侵蚀。
哈里斯县克利尔莱克市（Clear Lake City）因暴雨导致某杂货店的屋顶部分坍塌，两名工作人员因此丧生。该县东部各地还因降水引发中度洪灾，超过400户民居和40家商铺被淹。大休斯顿地区多地洪水泛滥，休斯顿轻轨短暂停运，多条州级公路被迫封闭。一人因驾车冲入储水池溺毙。多人需要外界救援，科马尔县还有三人死于车祸。风暴经过期间，全州有约两万用户失去供电，但大部分很快便已恢复。圣安东尼奥一条河内发现一具尸体，该市还有辆车在驶入洪水淹没的道路后被冲进排水渠，车上一人死亡，另外四人得以逃生。肯德尔县的西斯特戴尔（Sisterdale）有两人在试图渡过西斯特溪（Sister Creek）时被困，后被洪水卷走而遇难。泰勒县的阿比林因洪灾导致一人死亡，约2000人被迫疏散。德克萨斯州的损失总额超过4500万美元（2007年美元）。

### 俄克拉何马州

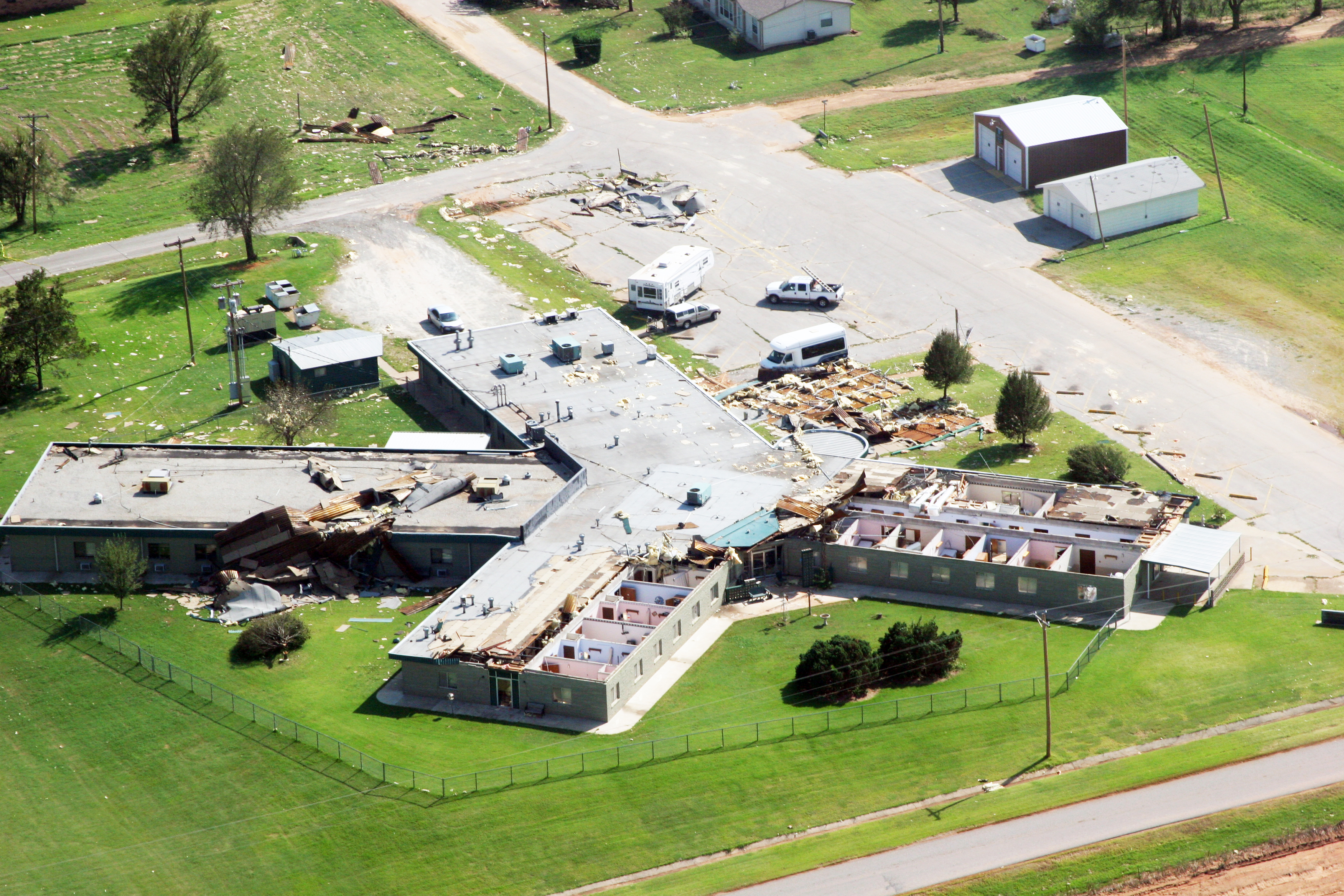
位于俄克拉何马州卡多县的这家疗养院在热带风暴艾琳产生的狂风下受损严重

艾琳在俄克拉何马州上空出人意料地突然增强，对该州造成大范围破坏。暴雨肆虐之下，俄克拉何马州中部有多个社区淹。布莱恩县县城沃通加（Watonga）、金菲舍县县城金菲舍（Kingfisher），以及布莱恩县和加拿大人县境内城市吉尔里（Geary）受灾最为严重，大量房屋及其它建筑被淹。恶劣的天气导致博览会活动取消，因为狂风暴雨会对嘉年华游乐设施构成安全隐患。沃通加的阵风时速高达131公里，许多树木和输电线缆因此受损，多套移动房屋损伤严重。整个社区供电完全中断，俄克拉荷马城大都市区共有约1万5000用户失去供电。40号州际公路部分路段被迫临时封闭。
卡多县科布堡有一人在地下室溺毙，金菲舍也有一人淹死。塞米诺尔县的塞米诺尔（Seminole）也有一人因风暴丧生。卡多县的卡内基（Carnegie）有三人因天气导致的交通事故遇难。奥克马尔吉县也有一人因车祸丧生，但不能确定此次车祸是否由风暴引起。全州蒙受的经济损失超过200万美元（2007年美元）。

### 密苏里州
虽然艾琳的下层环流已经消散，但位于高空的环流却依然完整，于8月20日清晨突然产生暴雨。密苏里州劳伦斯县的米勒（Miller）降下303.3毫米雨量，刷新该州自1972年以来热带气旋降雨量的新纪录。拉克利德县的斯里普（Sleeper）有一人在驾车过桥时被洪水卷走而死。44号州际公路共发生9次水上救援，其中大部分都是由艾琳的降水引起。全州遭受的破坏价格总计约为1980万美元（2007年美元），其中大部分发生在波尔克县。